# 浜谷英博
浜谷 英博（はまや ひでひろ、1949年（昭和24年）4月28日 - ）は、日本の法学者（憲法学・比較憲法）・安全保障学者（自衛隊法・防衛法・安全保障法）。三重中京大学（旧・松阪大学）現代法経学部（旧・政治経済学部）名誉教授。

## 来歴
北海道稚内市生まれ。国士舘大学大学院博士課程単位取得退学。1993年同大学日本政教研究所教授を経て、1997年から松阪大学（2005年に三重中京大学と校名変更）教授。同大学現代法経学部・大学院政策科学研究科教授、同大学図書館長を歴任。
防衛法学会理事長、比較憲法学会常任理事。三重県国民保護協議会委員（2005年 - ）。国家基本問題研究所評議員。
国際連合平和維持活動等に対する協力に関する法律、周辺事態に際して我が国の平和及び安全を確保するための措置に関する法律、武力攻撃事態等における我が国の平和と独立並びに国及び国民の安全の確保に関する法律、武力攻撃事態等における国民の保護のための措置に関する法律（国民保護法）等の審議において、国会公述人や参考人を務める。
各地の国民保護フォーラム等でパネリスト等を務める。2008年現在、ライブドア動画ニュースのコメンテーターを務めている。
血液型：O型、趣味：料理・ゴルフ・スキー。

## 著書

### 単著
- 『米国戦争権限法の研究―日米安全保障体制への影響』（成文堂、1990年：ISBN 4792301688 ）
- 『要説 国民保護法』（内外出版、2005年：ISBN 4931410987 ）

### 共著
- （西修編）『エレメンタリ憲法』（成文堂、2001年）
- （西修・高井晋・松浦一夫・富井幸雄）『日本の安全保障法制』（内外出版、2001年）
- （森本敏）『有事法制―私たちの安全はだれが守るのか 』（PHP研究所、2003年）
- （西修・青山武憲・安田寛・富井幸雄・小針司・松浦一夫・永野秀雄）『我が国防衛法制の半世紀－発展の軌跡と展望』（内外出版、2004年）
- （森本敏）『早わかり国民保護法』（PHP研究所、2005年）

## 現在の出演番組
- 三重テレビ『Mieライブ』木曜日コメンテーター「教えて！浜谷先生」を担当。

## 過去の出演番組
- 三重テレビ『とってもワクドキ!』木曜日コメンテーター